# Batang Quiapo
Batang Quiapo je filipínský televizní seriál vysílaný na stanici Kapamilya Channel (ABS-CBN) od 13. února 2023. Hlavní role ztvárnili Coco Martin a Lovi Poe.

## Obsazení
| Coco Martin | Hesus Nazareno „Tanggol“ A. Dimaguiba / Hesus Nazareno „Tanggol“ A. Montenegro |
| Lovi Poe    | Monica/Monique „Mokang“ Dimaculangan                                           |